# Jimmy Eat World
Jimmy Eat World (транскр.  Џими ит ворлд) америчка је музичка група из Месе, малог места у савезној држави Аризона. 

## Чланови

### Садашњи
- Џим Адкинс — соло гитара, главни и пратећи вокал (1993—)
- Зак Линд — бубањ, удараљке, програмирање (1993—)
- Том Линтон — ритам гитара, пратећи и главни вокал (1993—)
- Рик Берч — бас-гитара, пратећи вокал (1995—)

### Бивши
- Мич Портер — бас-гитара (1993—1995)

## Дискографија

### Студијски албуми
- (1994)
- (1996)
- (1999)
- (2001)
- (2004)
- (2007)
- (2010)
- (2013)
- (2016)
- (2019)

### издања
- (2005)